# Епископ жички Хризостом
Хризостом (световно Јован Столић; Рума, 20. јун 1939 — Краљево, 18. децембар 2012) био је епископ жички од 2003. до 2012. Бивши је епископ банатски (1992—2003) и епископ западноамерички (1988—1992).

## Животопис
Епископ Хризостом је рођен 1939. године у Руми гдје је завршио основну и средњу школу. По завршетку средње школе отишао је у манастир Дечане гдје је замонашен и рукоположен у чин јерођакона и јеромонаха од стране тадашњег епископа рашко-призренског Павла (Стојчевића).
Године 1966. отишао је у Сједињене Америчке Државе гдје је на Богословији Свете Тројице у Џорданвилу дипломирао из литургијског богословља. По завршеним студијама служио је као парох у српским храмовима у Чикагу и околини.
Испуњавајући монашки завјет отишао је у Свету Гору, у манастир Хиландар. Ту је провео двадесет година и произведен је у чин архимандрита од стране цариградског патријарха Димитрија. Као запажен монах био је први епистат (протос) Свете Горе у два наврата. У манастиру Хиландару је вршио дужност библиотекара.

## Епископ
Свети архијерејски сабор Српске православне цркве, на свом редовном засједању од 14. до 24. маја 1988. у Београду, изабрао је архимандрита Хризостома за епископа западноамеричког. Епископ Хризостом је управљао Западноамеричком епархијом све до 1992, до избора за епископа банатског.
Године 2003. изабран је за епископа жичког. Устоличење у трон епископа жичких у манастиру Жичи извршио је блаженопочивши патријарх српски Павле.
Упокојио се у раним јутарњим часовима 18. децембра 2012, на празник Преподобног Саве Освећеног, у Епископском двору у Краљеву. Сахрањен је, по својој жељи, у порти манастира Рујан.

## Галерија
- Миодраг Живанов и Хризостом Столић у манастиру Хиландар на Светој Гори
- Гроб епископа Хризостома у порти манастира Рујан